# Uehrde
Uehrde est une commune allemande de l'arrondissement de Wolfenbüttel, Land de Basse-Saxe.

## Géographie
Uehrde comprend les villages d'Uehrde, Barnstorf, Warle et Watzum.
|          | Schöppenstedt | Dahlum      |
| Vahlberg | Uehrde        | Ingeleben   |
| Roklum   | Winnigstedt   | Gevensleben |

## Histoire
Uehrde est mentionné pour la première fois en 888 sous le nom de "Urithi", dans un acte de donation entre l'abbaye de Corvey et le duc Otton. Le fief ducal appartient entre 1255 et 1600 aux Bortfeld et aux Cramm. Une famille chevaleresque des Uehrde est connue depuis 1204. En 1782, on trouve les restes d'un bergfried, on recense en 1584 un moulin à vent construit par Jules de Brunswick-Wolfenbüttel et en fonctionnement en 1950.

## Source, notes et références
- (de) Cet article est partiellement ou en totalité issu de l’article de Wikipédia en allemand intitulé « Uehrde » (voir la liste des auteurs).